# Oldroydella scatophagoides
Oldroydella scatophagoides là một loài ruồi trong họ Asilidae. Oldroydella scatophagoides được Walker miêu tả năm 1854.